# Garypus bonairensis bonairensis
Garypus bonairensis bonairensis es una subespecie de arácnido del orden Pseudoscorpionida de la familia Garypidae.

## Distribución geográfica
Se encuentra en Bonaire (América).